# Umjetnički aktivizam
Umjetnički aktivizam sintagma je relativno novijeg datuma. Na engleskom govornom području navode se pojmovi art activism, activist art, artistic actions, ili political performances kao subkategoriji tzv. cultural performances, a u posljednje vrijeme pojavljuje se i termin artivism. Ovi se termini smatraju neologizmima za dugo korišten pojam društveno angažirane umjetnosti. Pojam umjetnički aktivizam koristi Miško Šuvaković u tekstu "Art and Activism in Yu and Ex-Yu 1968 - 2008".
Sam pojam aktivizam također je neologizam. Gavin Grindon navodi termin 'aktivist' ('activist') kao modernistički neologizam koji se odnosi na nekoga tko primjenjuje anarhističke strategije direktne političke akcije.  Prema oxfordskom rječniku iz 2007. activism je izvedenica od riječi activist koja označava osobu koja nastoji postići političke ili društvene promjene, pogotovo kao član neke organizacije koja ima određene ciljeve. O vrlo sažetoj distinkciji između aktivizma i umjetničkog aktivizma piše Aldo Milohnić u tekstu Artivism.  Milohnić ne upotrebljava sintagmu umjetnički aktivizam, ali govori o politiziranim umjetničkim događajima („politicised artistic events“), odnosno o događajima koji bi se mogli shvatiti kao da pripadaju svijetu umjetnosti zbog toga što su njihovi stvaraoci umjetnici ili zato što su ih njihovi stvaraoci proglasili umjetničkim događajima. Milohnić također spominje intervencionističke akcije koje se koriste umjetničkim ili kulturalnim tehnikama da bi se konstituirale u polju političkog.
Umjetnički se aktivizam temelji na kritičkom i subverzivnom umjetničkom činu unutar društva i kulture, a koristi se različitim praksama kao što su predavanja, izdavaštvo, emitiranje u medijima, filmska produkcija, (samo)organizacija, (samo)edukacija, društvena akcija, društvena teorija, suradnja s građanskim organizacijama i inicijativama, zajedničke radionice, izložbe i publikacije u organzaciji umjetnika, mail art, ulične intervencije, grafiti i ideja političkih demonstracija kao umjetnosti.   
Kraj 60-ih godina 20. stoljeća obilježen je studentskim prosvjedima diljem svijeta da bi se mijenjao status quo, propitivale normativne društvene vrijednosti te opiralo institucijama moći s ekskluzivnom vlašću nad javnim diskursom.

## Povijesni razvoj
Kod umjetničkog aktivizma radi se o društveno angažiranoj umjetnosti, a tragovi takve umjetnosti mogu se naći i kod dadaista. Danas društvena umjetnost zbog svojeg drukčijeg društveno-političkog konteksta, ima drukčije sadržaje, ali uvijek je bila usmjerena na to da prokazuje, problematizira, upućuje na goruće društvene probleme zajednice u kojoj je nastajala. Na dadaiste i njihova protestnu imaginaciju utjecali su zapadnoeuropski radnički emancipacijski pokreti 19. stoljeća. Njihovi simbolički napadi na kulturu potječu iz prakse društveno-emancipacijskih pokreta, npr. napada sufražetkinja na umjetnost 1914. godine. Dadaisti preuzimaju proteste iz društvenih pokreta te ih prenose u formu izražavanja, u performativni model, ali uvijek s porukom, refleksijom na društveno-političku situaciju koju podvrgavaju kritici. Iako su odnosi između umjetnosti i politike bili sastavni dio cjelokupne vizualne kulture tijekom povijesnih avangardi s početka 20. stoljeća, dadaisti, kao dio tih radikalnih avangardi, nisu koristili termine aktivisti, umjetnički aktivizam, i sl.
Kod umjetničkog aktivizma, umjetnost se koristi u svrhu političke poruke, odnosno socijalnog angažmana, pa njezina povijest doseže dalje od početka 20. st., gdje je bilo društveno angažiranih pokreta. Njezina glavna karakteristika je subverzivnost. Provokacija, bijes, uvreda, prosvjedne šetnje, govori, plakati, slogani, blasfemija, transvestizam, javna okupljanja s protestnim instrumentarijem su metode koje su koristili i društveni pokreti i dadaisti u svojim protestnim akcijama o kojima nije sačuvano mnogo dokumentacije. Jedna od najpoznatijih dadaističkih akcija  zbila se početkom 1919. tijekom Spartakističke pobune, nakon ubojstva Rose Luxemburg, kada su izveli javni performans kombinirajući estetiku religioznih, vojnih i političkih okupljanja i dijelili svoje letke Svakom čovjeku njegova nogometna lopta, što su kasnije usvojili radnički pokreti kao slogan.

## Umjetnički aktivizam u Hrvatskoj
"Duh šezdesetosme" i njegova radikalna kritika društvenih odnosa, preko tradicije angažirane umjetnosti, kada se težište prebacuje s estetskih na etičke aspekte umjetničkih djela, koja je u Hrvatskoj od početka sedamdesetih godina 20. stoljeća živjela s umjetnicima i grupama koje se danas navodi pod imenom Nova umjetnička praksa (poput Grupe šestorice, Borisa Bućana, Brace Dimitrijevića, Gorana Trbuljaka, Sanje Iveković, Dalibora Martinisa, Dejana Jokanovića, Jagode Kaloper i dr.) te s feministički motiviranim umjetničkim praksama (prije svega s umjetnicama kao što su Sanja Iveković i Vlasta Delimar) važan je i djelotvoran i u umjetničkom aktivizmu od 1990. do danas.  Neka obilježja Nove umjetničke prakse, poput kontekstualiziranja svakodnevice,  izazivanja reakcija javnosti, netrajnostinekonvencionalnih mjesta izlaganja poput javnog prostora, itd. obilježja su i umjetničkog aktivizma. 
Od godine 1990. do 2010. u lokalnom kontekstu moglo bi se govoriti o dva smjera kojima teče umjetnički aktivizam. Prvi, dugotrajniji, je vezan uz feminizam. 70-ih godina 20. stoljeća sa Sanjom Iveković i Vlastom Delimar bio je temeljen na prokazivanju i raskidu s tabuima i stereotipima vezanima uz žensko tijelo i njihovim kodifikacijama u ulogama i očekivanjima od strane patrijarhalnog društva. Kasnije se razvijao uz feminističku teoriju i njenu recepciju kod nas od kritike patrijarhalnog diskursa, preko identitetskih propitivanja Judith Butler do Foucaulta i kritike moći. Drugi smjer umjetničkog aktivizma u Hrvatskoj je uže vezan uz društveno – političku stvarnost. Nakon akcije Knjiga i društvo 22% 1998. godine, veliki se broj umjetnika (Mladen Stilinović, Tomislav Gotovac, Sanja Iveković, Siniša Labrović, Marijan Crtalić, Igor Grubić, Slaven Tolj, Andreja Kulunčić, Kristina Leko, Sonja Gašperov, Ksenija Turčić, Sandra Sterle, Nemanja Cvijanović, Rafaela Dražić, Marko Marković, Iva Kovač i dr.) sa svojim radovima direktno referira na veliku količinu problema društva u kojem živi.      
Zadnju dekadu 20. st. obilježio je rat, a s njim aktivizam. Tijekom prve polovice devedesetih bio je orijentiran na antiratno i mirovno djelovanje, na anti ili alter – globalistički aktivizam te rodni – gej, lezbijski, queer aktivizam, što se nastavilo do danas. Značajnu ulogu u promicanju općeg i umjetničkog aktivizma odigrale su civilne, nevladine udruge koje su se tada počele razvijati. Rad Sanje Iveković Ženska kuća, koji se danas nalazi u Muzeju suvremene umjetnosti, reakcija je na prijetnje zatvaranjem Autonomne ženske kuće. Zahvaljujući civilnoj sceni koja se 90-ih godina gradila na otporu prema šovinizmu, nacionalizmu i sl. kasnije se razvila nezavisna kulturna scena snažnih afiniteta prema glazbi i ostalim umjetnostima, u filozofskim i političkim konceptima. 

#### Kulturne udruge
Neke od kulturnih udruga koje su se tada formirale, a aktivne su i danas, su WHW kustoski tim i BADco. te MI2-MaMa i Art radionica Lazareti. Važno je spomenuti i udrugu BLOK, osnovanu 2001., koja se od tada kroz različite formate, poput serije predavanja Mikropolitike, međunarodnog festivala umjetnosti u javnom prostoru UrbanFestival, sustavno bavi pitanjima vezanim za transformaciju javnog prostora. Udruge su uspjele preživjeti škrte državne kulturne politike na dva načina: internacionalizacijom, tj. širenjem svog djelovanja iz lokalne u trans-lokalne zajednice (WHW i BADco.) te aktivnom borbom za promjene u društvu prenoseći svojim umjetničkim programima kulturne i umjetničke sadržaje koji problematiziraju određene društvene teme (MAMA i Mi2), ili stvaranjem mreža i pokreta koji direktno zagovaraju promjene u društvu u lokalnim zajednicama, npr. Art radionica Lazareti.  Nastanak navedenih, i brojnih drugih udruga, koje su bile usmjerene na pokretanje novih, suvremenijih oblika kulturne i umjetničke proizvodnje, a također i na angažman i prespitivanje kulturne, društvene, ekonomske, tehničke i političke svakodnevnice, obrađen je u zborniku Clubture – Kultura kao proces razmjene 2002. – 2007. Značajna uloga koju su odigrale vidljiva je iz konteksta tranzicije i njegovih devastirajućih posljedica, konteksta dominantne konzervativne kulture, nepostojanja kulturne politike, nepostojanja državne financijske potpore za razvoj nezavisnog kulturnog sektora te nepostojanja, do 1997., legislative koja je trebala regulirati pravo na udruživanje u udruge.
Od 1990-ih se godina društvo u Hrvatskoj označava kao društvo u tranziciji, u prijelazu od socijalističkog modela k neo-liberalnom kapitalizmu. Prva velika umjetnička akcija koja se koncentrirala na egzemplaran problem društva u tranziciji je Knjga i društvo 22% - Zagreb 1998. g. u organizaciji Igora Grubića i Autonomne tvornice kulture (ATTACK), a uključivala je cjelodnevne akcije, performanse te instalacije protiv uvođenja poreza na knjige. U akciji su sudjelovali i umjetnici s kraja 60-ih i početka 70-ih g. koji su oblikovali tradiciju umjetničkog aktivizma u Hrvatskoj (M. Stilinović, G. Trbuljak, T. Gotovac, V. Martek, S. Iveković i dr.).        
Zaposjedanjem javnih prostora, trgova i knjižara, Knjiga i društvo 22% obraćala se javnosti te propitivala sisteme upravljanja neoliberalnog kapitalizma kao dominantnih represivnih modela proizvodnje, razmjene i potrošnje.    
Nakon akcije Knjiga i društvo 22%, paradigmatske za posljednjih dvadeset godina umjetničkog aktivizma u Hrvatskoj, oformila su se dva kustoska tima značajna za daljnji razvoj angažirane umjetnosti u Hrvatskoj: WHW (1999. godine) i Kontejner (2002. godine, nakon Salona mladih umjetnika koji se 2001. održao u kontejnerima na Zagrebačkom velesajmu). WHW sa svojim kustoskim praksama naglašava važnost konstantnog društvenog angažmana svih kulturnih djelatnika ne skrivajući pri tom svoju involviranost u sisteme umjetničke produkcije niti se praveći nevinima u odnosu na reprodukcije odnosa moći unutar kojih djeluje dok ih istovremeno problematizira. Kontejner / biro suvremene umjetničke prakse se od početka radikalno pozicionirao u promišljanju i preispitivanju istraživačkih umjetničkih praksi unutar umjetnosti graničnih područja.
Godine 2009. otvorio se Muzej suvremene umjetnosti u Zagrebu. Kao reakcija na tradicionalnu instituciju muzeja, i prije otvorenja samog Muzeja suvremene umjetnosti, a s obzirom na to da se gradio unutar određenog kvarta, odnosno mikro zajednice u kojoj žive ljudi, udruga mladih muzeologa Kontraakcija pokrenula je projekt Muzej Kvarta.  Projekt nema zgradu niti fiksnu lokaciju, nego se na fluidan i fleksibilan način integrira u susjedstvo, s krajnjim ciljem animiranja stanovnika i poboljšavanja kvalitete života zajednice.  U okviru projekta "Otpor, pokret, promjena: fragmenti aktivističkih i umjetničkih praksi u regiji od 1980-ih" održana je 2017. godine u Studentskom centru u Zagrebu izložba "Izbor političkih performansa u Hrvatskoj od 2000. do danas". Godine 2022. KIC u svojoj Galeriji na katu pokreće umjetničko-aktivistički ciklus izložbi koje propituju pitanja koja polariziraju domaću i regionalnu političku i društvenu scenu. Prva instalacija propituje teoriju policentričnosti jezika.